# Connarus smeathmannii
Connarus smeathmannii är en tvåhjärtbladig växtart som först beskrevs av Dc., och fick sitt nu gällande namn av Planchon. Connarus smeathmannii ingår i släktet Connarus och familjen Connaraceae. Inga underarter finns listade i Catalogue of Life.